# محمد محبة خان الثالث
سير محمد محبة خاني الثالث رسول خانجي (بالغوجاراتية: મુહમ્મદ ખાન ત્રીજાની، بالأردوية: محمد خان خان جی) ولد في 2 أغسطس 1900، وتوفي في 7 نوفمبر 1959، هو آخر نواب حكم ولاية جوناغاد الأميرية في الهند البريطانية/الهند من 1911 إلى 1948. هو والد محمد ديلاوار خانجي، الحاكم السابق للسند والذي ادعى أنه خلف والده. اشتهر بنمط حياته الذي غلب عليه تبذيره الكبير للمال وحبه للكلاب، وكذلك بقراره بضم جوناغاد إلى دومينيون باكستان بعد استقلال الهند، مما أدى إلى قيام الجيش الهندي بعمل عسكري ضده. اشتهر أيضا بجهوده لحماية الأسود القليلة المتبقية في الهند من خطر الانقراض.